# Вітте де Вітт
Вітте де Вітт (нід. Witte Corneliszoon de With; 28 березня 1599 — 8 листопада 1658) — адмірал Республіки Сполучених провінцій, учасник Вісімдесятирічної та Першої англо-голландської війн.

## Життєпис

### Молоді роки
Походив з родини менонітів. Син Корнелія Вітта. Народився 1599 року на хуторі Хогендейк поблизу Брілле. 1602 року помирає його батько. У 1610 році Вітте, який ще не був хрещений як меноніт, отримав хрещення від кальвіністського проповідника.
21 січня 1616 року після кількох невдалих незначних робіт він вирушив юнгою на кораблі під орудою капітана Гіна Гюйгена Шапенгема до Голландської Ост-Індії. 13 листопада того ж року прибув до Яви. До жовтня 1617 року брав участь у двох торгових подорожах до Коромандела в Індостані. Згодом служив у губернатора Яна Куна. Він служив капралом під час облоги Джакарти в 1618 році. У травні 1619 року того ж року повернувся на батьківщину.
20 серпня 1620 року вступив на службу до Адміралтейства Голландії на посаді шиппери (тоді найвищий сержантський чин). Брав участь в поході адмірала Віллема Голтейна де Зуте проти корсарів Марокко, повернувшись у серпні 1621 року. Навесні 1622 року отримав посаду лейтенанта на кораблі Гіна Гюйгена Шапенгема. Коли останній захворів, виконував обов'язки командира, зокрема під час конвою на Балтиці. Потім недовго служив кораблі «Маври» для захисту оселедцевого флоту.
У липні 1622 року призначено капітаном корабля «Делфти». Під орудою віце-адмірала Шапенгема у квітні 1623 року здійснив рейд, проти іспанських володінь на західному узбережжі Америки. Цей флот обігнув мис Горн у березні 1624 року. До жовтня флот атакував іспанські кораблі та поселення, під час однієї з них де Вітт був поранений мушкетною кулею. Потім флот перетнув Тихий океан, пропливши через Маріанські острови.
В султанаті Тернате на Молуккських островах 1625 року, спустошив острів Амбон, знищивши за його власними підрахунками 90 тис. гвоздикових дерев мешканців, щоб збільшити ціну на прянощі. 6 лютого 1626 року після смерті Гіна Гюйгена Шапенгема очолив флот, який привів до Голландії 22 вересня, таким чином здійснивши навколосвітню подорож, подвиг, яким він особисто пишався. Повернувшись, він дізнався, що його мати і сестра померли. У 1627 році одружився зі своєю стриєчною сестрою Марією.

### Війна з Іспанією
1628 року призначено флаг-капітаном на кораблі «Амстердам». Під орудою адмірала Піта Гайна брав участь в перехоплені «Іспанського Срібного флоту» в Карибському морі. Біля Куби голландцям вдалося перехопити частину флоту, захопивши чималу здобич. Вітте де Вітт отримав близько 500 гульденів, чим він був дуже незадоволений, оскільки він приписав собі вирішальну роль в успіху.
У червні 1629 року став капітаном корабля «Принс Гендрік», але вже у листопаді залишив службу. У 1630—1633 роках Де Зіт коммодором «Колегії Великого рибальства» (нід. College van de Grote Visserij) — адміністративного органу, що контролював і охороняв оселедцевий флот.
У травні 1631 року померла його дружина. У серпні він вдруге одружився з 18-річною донькою амстердамського патриція ван Гоха. На початку 1634 року знову приєднався до голландського флоту під командуванням лейтенант-адмірала Філіпса II ван Дорпа, з яким брав участь у поході до Перської затоки. Через конфлікт з віце-адміралом Джаспер Ліфхеббером у біскайській затоці залишив флот посеред кампанії.
У 1635—1636 роках був шепеном (на кшталт бургомістра) Брілле. У жовтні 1637 році обрано дяком кірхи у Брілле. Основкі статки становили рибальство й оренда маєтностей. Невдовзі штатгальтер Фредерік Гендрік Оранський призначає його віце-адміралом Голландії та Західної Фризії. 1639 року відзначився у битві при Даунсі, де завдано поразки іспанському флоту. Невдовзі вступив у конфлікт з Йоганом Еверстсеном, віце-адміралом Зеландії.
У 1640 році Вітте де Вітта притягнуто до суду, коли його флот, розсіяний штормом, повернувся в Геллевутслейс один. Військово-польовий суд очолив Мартін Тромп. Хоча його виправдали, де Вітт мав нав'язливе уявлення, що Тромп намагався вплинути на свідків проти нього. У 1644—1645 роках на чолі 42 кораблів супроводжував великі конвої (700—900 шхун) з Речі Посполитої з зерном та дубом, з яким проходив Зондську протоку, перешкоджаючи данцями брати підвищені мита. За успіхи він був нагороджений Генеральними Штатами золотим почесним ланцюгом у 1500 гульденів.
У 1647—1649 роках здійснив невдалий похід до Бразилії з метою допомоги голландським колоністам проти португальців. По поверненню був заарештований, звинувачений у непокорі та дезертирстві та ледь не засуджений до страти. Його врятувало лише втручання штатів Голландії, які вказали на своє виключне право засуджувати адміралів.
У лютому 1651 року з нього було знято більшість звинувачень, покарання було зменшено до втрати усього заробітку під час бразильського походу та після нього.

### Війна з Англією
1652 року призначено командувачем усіма морськими силами республіки. В цей час точилася війна з Англійською республікою. Вже 28 вересня у битві при Кентіш-Нок зазнав поразки від адмірала Роберта Блейка. Це негативно вплинуло на нього, внаслідок чого де Вітте захворів. Флот знову очолив Мартін Тромп. У червні-липні був віце-адміралом під орудою останнього. Брав участь у битвах при Габбарді та Шевенінгені, де голландці зазнали поразок.
Після загибелі Тромпа в битві при Шевенінгені до 22 вересня командував флотом, але зрештою поступився посадою Якобу Обдаму. У 1654 і 1656 роках здійснив походи на допомогу Данцигу проти шведського короля Карла X Густава (в рамках Другої Північної війни). 1658 року разом з Обдамом рушив на допомогу в знятті облоги Копенгагену. Під час цього в битві при Ересунні Вітте де Вітт загинув.